# Сапожников, Сергей Борисович
Серге́й Бори́сович Сапо́жников (9 августа 1952, Челябинск, Челябинская область, СССР) — советский и российский учёный, доктор технических наук (1996), профессор.

## Биография
Родился 9 августа 1952 года в Челябинске. В 1970 году поступил на факультет двигателей, приборов, автоматов Челябинского политехнического института (ЧПИ, затем ЧГТУ, ныне ЮУрГУ), который окончил с отличием в 1975 году. На 4 и 5 курсах работал лаборантом, после выпуска занялся преподавательской деятельностью и устроился научным сотрудником и ассистентом (в 1975 году), дойдя до профессора (1998).
В 1981 году защитил кандидатскую, а в 1996 году — докторскую диссертацию на тему «Анализ кинетики деформирования и предельных состояний элементов конструкций из армированных тканью пластиков при монотонном и циклическом нагружениях». В 1997—2003 годах — заместитель декана факультета прикладной математики и физики ЮУрГУ.

## Научная деятельность
Сфера научных интересов — экспериментальная и компьютерная динамика деформирования и разрушения композитных материалов и конструкций с использованием высокопроизводительных вычислительных систем. Разработал теории накопления рассеянных микроповреждений и конструкционной прочности композитных материалов, теории прочности нанокомпозитов, концепции использования тканей разных переплетений в структуре бронежилетов, средств борьбы с кумулятивными гранатами.
Предложил новые способы и технологию внешнего армирования корпусов гидроцилиндров, новые конструкции образцов для испытаний хрупких композитных материалов на растяжение, искусственный сетчатый митральный клапан сердца.
Научный руководитель 7 кандидатов наук. Опубликовал более 200 научных работ (в том числе монографию), более 30 изобретений и патентов. Стажировался в США (Денвер, штат Колорадо, 1995), в Израиле (Натания, 2000), в Англии (Лондон, 2008 и 2011), в Венгрии (Будапешт, 2011). Как приглашенный профессор читал курсы лекций по механике композитных материалов в Германии (Дортмунд, Кайзерслаутерн, 2003), в Латвии (Рига, 2008—2014).

## Должности
- Заведующий кафедрой технической механики аэрокосмического факультета Политехнического института ЮУрГУ,
- Декан заочного инженерно-экономического факультета (с 2003, сейчас заочный факультет Политехнического института ЮУрГУ)[5].
- Научный руководитель лабораторий «Композитные материалы и конструкции» (с 2011), «Экспериментальная механика», «Материаловедение и нанотехнологии» ЮУрГУ (с 2008).
- Научный консультант ряда инновационных предприятий.
- Член Европейского общества разработчиков композитных материалов (ESCM, с 2008),
- Член Международной инженерной ассоциации (IAEng),
- Член Американского общества инженеров-механиков (ASME),
- Член Российского нанотехнологического общества (NtSR).
- Член совета по защите докторских диссертаций ЮУрГУ.
- Член редакционных коллегий научных журналов «Вестник ЮУрГУ. Сер. Машиностроение», «Композиты и наноструктуры» (ИФТТ РАН), «Космическая техника и технологии»[6] (РКК «Энергия» им. С. П. Королева), «Вестник ПНИПУ. Механика» (входит в международную систему научного цитирования SCOPUS)[1][4].

## Признание и награды
- Почётный работник высшего профессионального образования РФ (2012);
- Знак «Ветеран ЮУрГУ» (2007);
- Медаль им. С. П. Королева (2012);
- Медаль им. М. В. Келдыша (2017)[1];
- Премия фонда Сороса (1997);
- Премия фирмы Intel (2010)[4].